# Капелети
Капелетите (на италиански: Cappelletti) са традиционен италиански вид яйчена пълнена паста, наречен така поради характерната си форма, наподобяваща на шапка. Получават се чрез нарязване на листа тесто на квадрати, в центъра на които се поставя плънка. След това тестото се сгъва на две на триъгълник, след което се съединява, припокривайки двата му края. Традиционно се сервират в месен бульон.
В сравнение с тортелините те са с различна форма, с по-голям размер, с по-дебело тесто и с различен пълнеж.

## Произход
Произходът на рецептата, доста разпространена на териториална основа, е древен, традиционно и исторически свързан с регионите Емилия-Романя и Марке. От тези области след това тя се разпространява през вековете, превръщайки се в традиционно ястие в различни градове. Някои скорошни източници конкретно посочват района в триъгълника Чезена-Ферара-Реджо Емилия като място на произход, а други съобщават за Марке като земя, където капелетите са с древна традиция.

## Зони на производство

### Емилия
Първото споменаване на този кулинарен продукт навярно би могло да се намери във връзка с Ферара в текст от 1556 г. на Кристофоро ди Месисбуго – бивш готвач на двора на Д'Есте с Алфонсо I д’Есте в началото на 16 век. Традиционната рецепта за капелети включва, сред съставките на пълнежа (наречен batù) пилешко, свинско, телешко или говеждо (както и гуанчале и котекино), пармезан, яйца и индийско орехче. За бутер тестото няма особени разлики спрямо приготването му за всички останали видове пълнена паста. В района на Ферара се разграничават caplìt, пълнен с месо и сирена, консумиран в бульон, и по-големият caplàz с пълнеж на основата на тиква, консумиран сух с рагу или масло и градински чай.
Капелетите също са характерни в Реджо Емилия и Парма, особено по време на коледните празници. Вариантът от Реджо е оформен като малка шапка или наподобяващ пръстенче (различен от тези от Парма, известни и като анолини, които са с подобен пълнеж).

### Романя
Капелетите са предпочитаното ястие за големи празненства в Романя. Cucinario di un'antica famiglia nobiliare di Lugo, написан от граф Джовани Манцони, споменава седем различни рецепти. Наречени caplét на диалекта на Романя, те следват малко по-различни рецепти в пълнежа (наречен compenso), обикновено базиран на сирене и рикота, подправен с индийско орехче и настъргана лимонова кора, и в някои случаи с добавка на гърди от скопен петел или друго месо. В град Фаенца имат пълнеж (e 'pin или e' batù ) от меки сирена, пармезан, индийско орехче, без месо, и се консумират изключително в пилешки бульон. В района на Имола обаче пълнежът е на основата на месо. Сфоля-та (кората) се нарязва на квадрати от около 5 см на страна; във всеки от тях се вкарва по лъжица плънка. Ядат се в месен бульон. Добре е да не се изваждат веднага от тенджерата: трябва да се оставят да киснат няколко минути, за да поемат добре бульона.
Известният ренесансов готвач Пелегрино Артузи, родом от Форлимпополи, в своята „Науката в кухнята и изкуството да се храниш добре“ (La scienza in cucina e l'arte di mangiar bene) дава рецепта №. 7: Капелети по романянски, с пълнеж на основата на рикота (или рикота и меко прясно сирене равиджоло), гърди от скопен петел или свинско филе, които се приготвят в бульон от скопен петел.

### Марке и Умбрия
В цяло Марке и в Умбрия капелетите се считат за традиционна паста. Докато тортелините в някои райони на Марке идват едва след войната, капелетите винаги са били домашно приготвяни в целия регион, особено в северната част,която е езиково и културно по-близка до Романя. В рецептите на Марке пълнежът се основава на задушени меса, включващи „мириса“ на целина, морков и малко лук, прекарани през месомелачка, към които понякога се добавят сурови яйца, настъргано зряло сирене, индийско орехче и настъргана лимонова кора. Някои годишни празненства като големи коледни обяди включват капелетите в бульон като традиционно първо ястие.
В Умбрия капелетите в бульон от скопен петел също се считат за типично ястие на Нова година. За разлика от Романя, където пълнежът се прави със сирена, рецептата от Умбрия включва и смесено месо: телешко, пуешко или пилешко и свинско филе.
Сухите капелети, с месен сос или друг сос, са скорошно творение.